# 哈依乡
哈依乡，是中华人民共和国四川省甘孜藏族自治州理塘县下辖的一个乡镇级行政单位。

## 行政区划
哈依乡下辖以下地区：
哈依村、濯绒村、呷依布里村、桑多村、呷拉村和安巴村。